# Carl Alfred Svensson
Carl Alfred Svensson (i riksdagen kallad Svensson i Skönsberg), född 9 oktober 1861 i Söne socken i Skaraborgs län, död 28 maj 1925 i Sköns församling i Västernorrlands län, var en svensk ombudsman och socialdemokratisk riksdagspolitiker.
Svensson var ledamot av den socialdemokratiska partistyrelsen och var 1912-1917 samt 1921-1925 ledamot av riksdagens andra kammare, fram till 1917 invald i Medelpads valkrets och från 1921 invald i Västernorrlands läns valkrets.